# 프랭크 커디
프랭크 케이디(Frank Cady, 영어 발음: /ˈkeɪdi/, 1915년 9월 8일 ~ 2012년 6월 8일)는 미국의 배우이다.

## 출연 작품
- 하츠 오브 더 웨스트 (1975년)
- 잔디의 신부 (1974년)
- 백만달러의 오리 (1971년)
- 걸 모스트 라이크리 (1957년)
- 가슴에 빛나는 별 (1957년)
- 나쁜 종자 (1956년)
- 심판 (1955년)
- 인디언 전사 (1955년)
- 이창 (1954년)
- 아토믹 시티 (1952년)
- 세계가 충돌할 때 (1951년)
- 비장의 술수 (1951년)
- 크리스마스 소원 (1950년)
- 영 맨 위드 어 혼 (1950년)
- 신부의 아버지 (1950년)
- 아스팔트 정글 (1950년)
- 이츠 어 그레이트 필링 (1949년)
- 히 워키드 바이 나이트 (1948년)

### 텔레비전
- 비버리 힐빌리즈 (1968-70)